# Ludomir Różycki

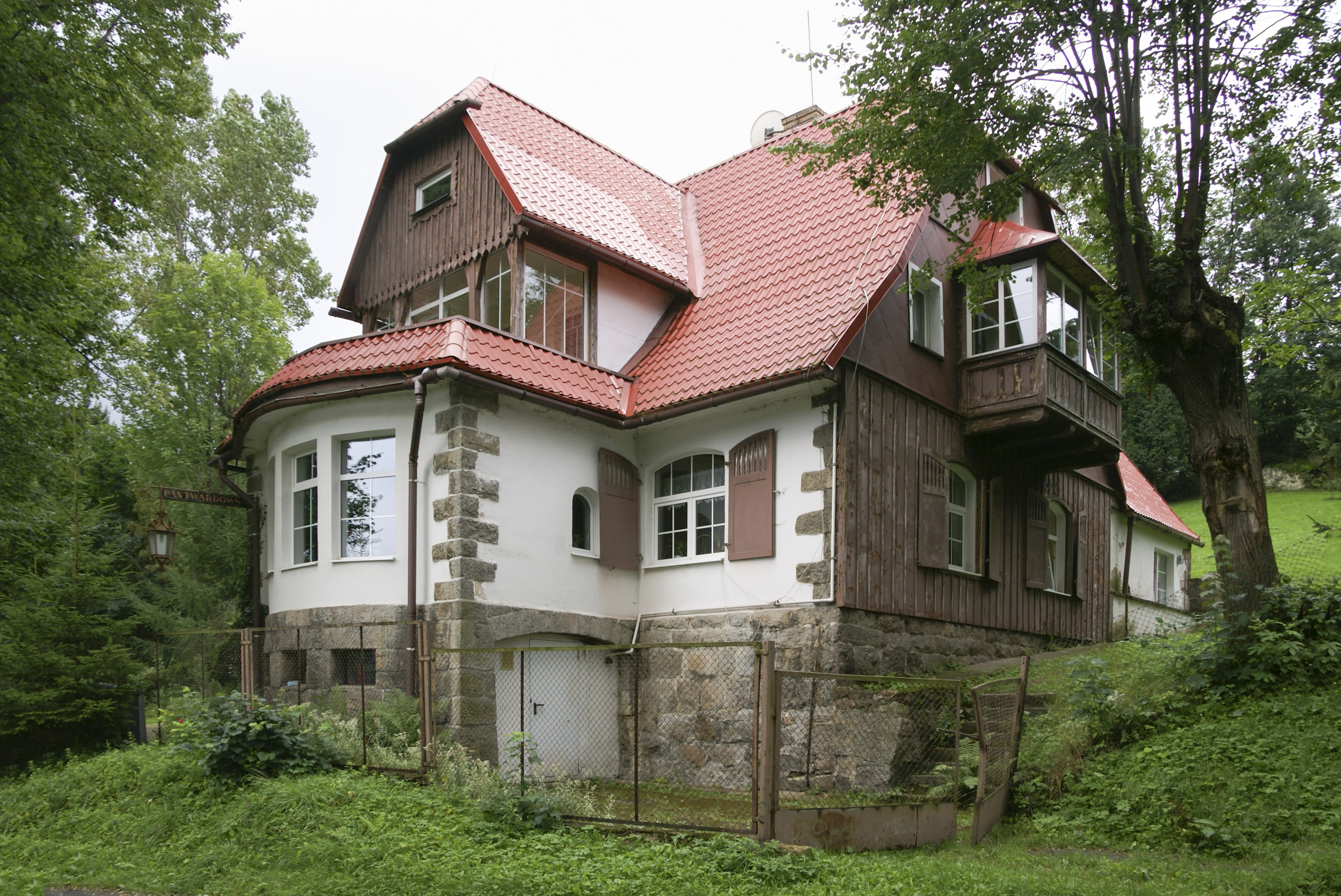
Dom kompozytora we wsi Zachełmie, w którym mieszkał i tworzył w ostatnich latach życia

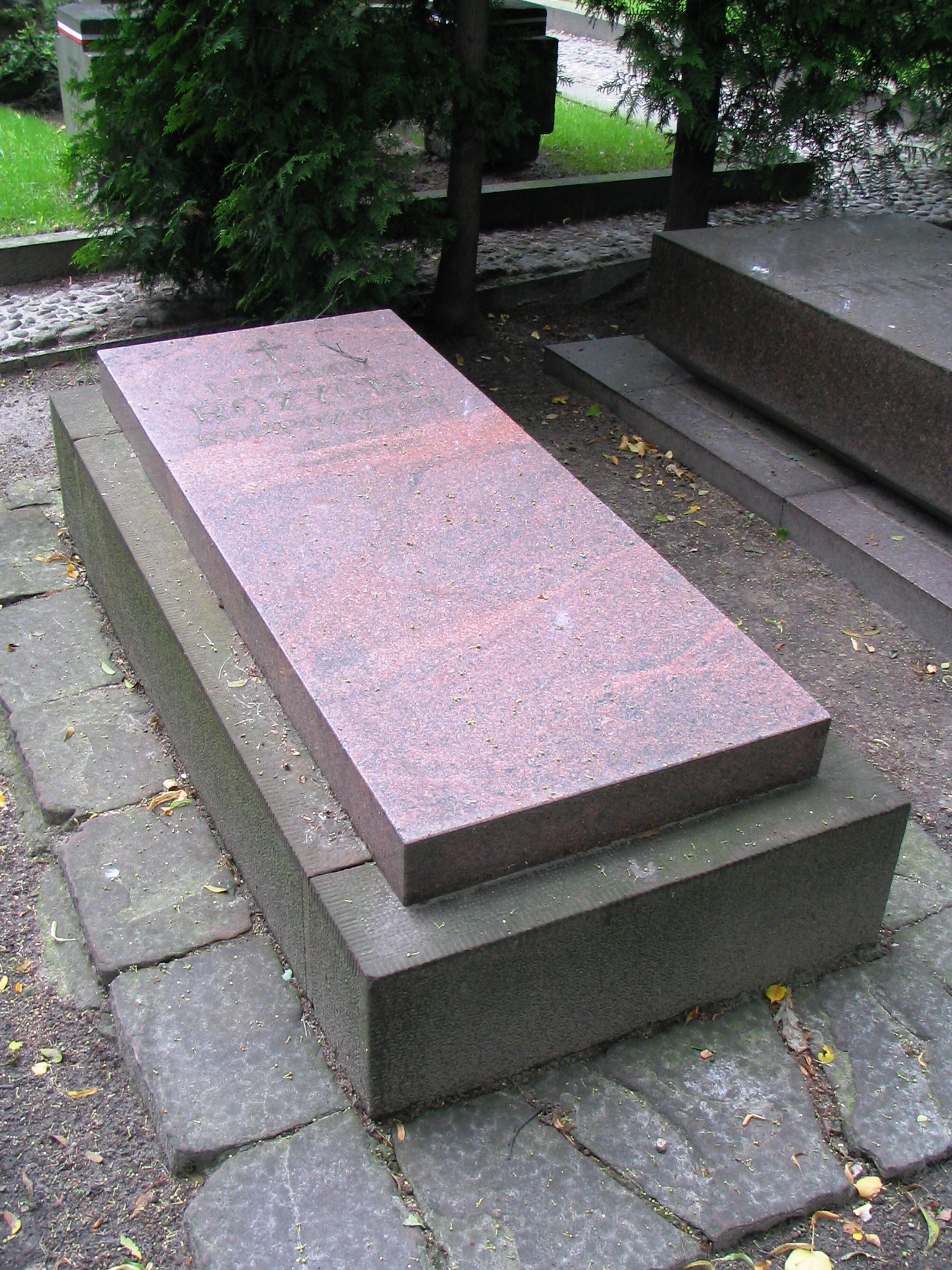
Grób Ludomira Różyckiego na Cmentarzu Wojskowym na Powązkach w Warszawie

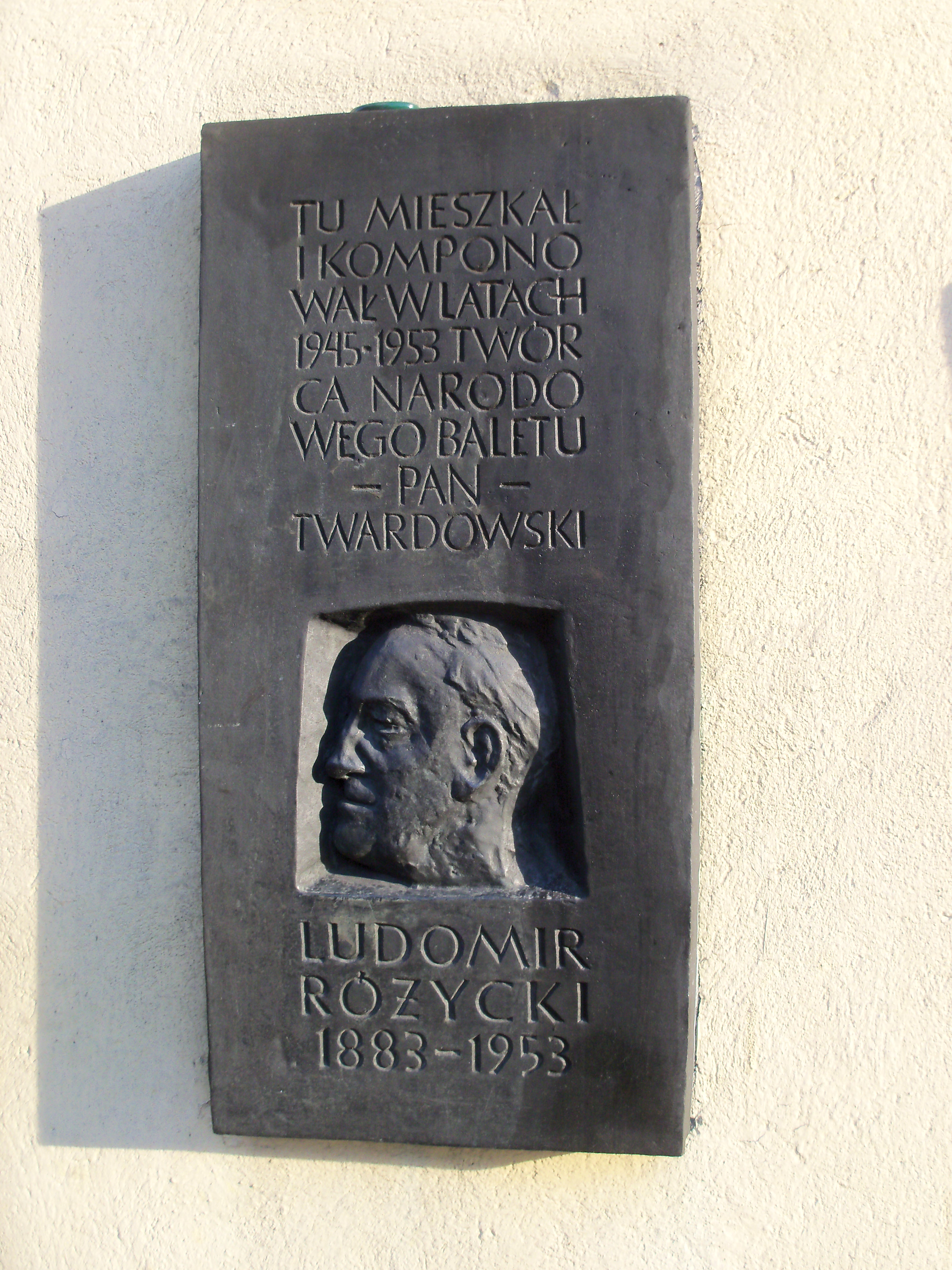
Tablica poświęcona L. Różyckiemu na fasadzie budynku przy ul. J. Sobieskiego w Katowicach

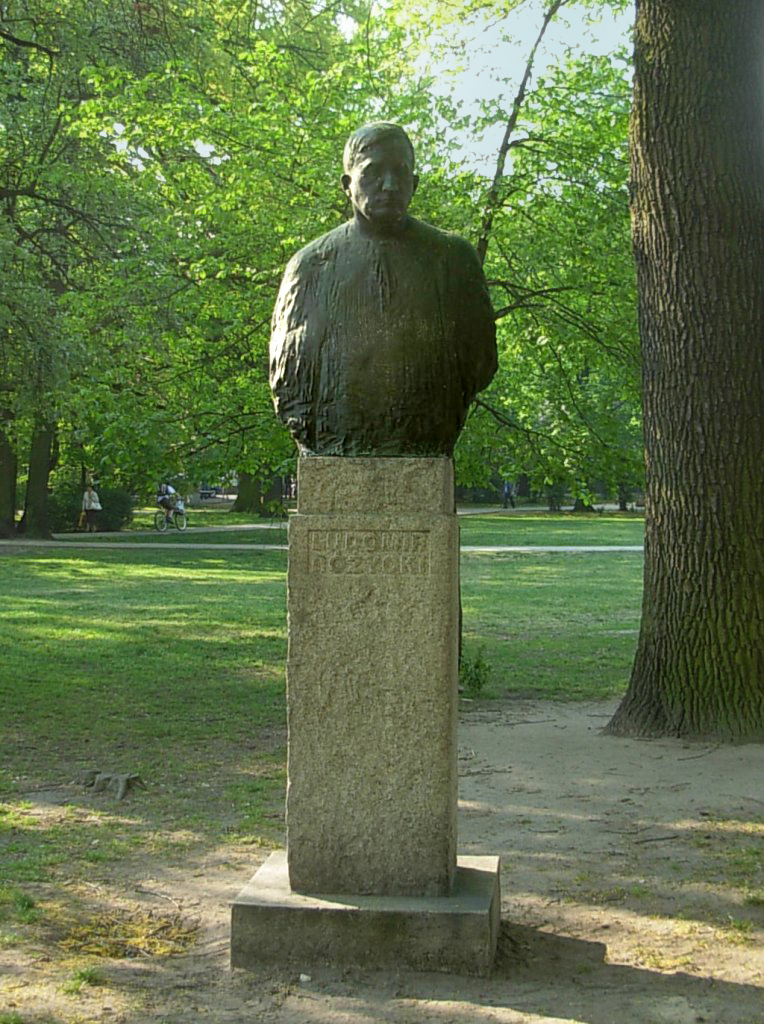
Popiersie Ludomira Różyckiego w Bydgoszczy (w parku Jana Kochanowskiego jako jeden z posągów galerii pomników kompozytorów i wirtuozów)

Ludomir Różycki (ur. 18 września 1883 w Warszawie, zm. 1 stycznia 1953 w Katowicach) − polski kompozytor, przedstawiciel Młodej Polski w muzyce.  

## Życiorys
Pochodził z muzykalnej rodziny z Żytomierza − jego ojciec Aleksander Różycki h. Poraj był profesorem Konserwatorium Warszawskiego, matka Anna z Mańkowskich herbu Jastrzębiec była uzdolniona muzycznie. Jego pradziadkiem był generał Karol Różycki. 
Młody Różycki studiował pod kierunkiem Aleksandra Michałowskiego (fortepian), Gustawa Roguskiego i Michała Biernackiego (teoria), Zygmunta Noskowskiego (kompozycja). W 1904 r. ukończył z odznaczeniem Konserwatorium Warszawskie, po czym udał się na dalsze studia do Berlina. Przez 3 lata był słuchaczem tzw. Meisterschule w Królewskiej Akademii Muzycznej; pracował pod kierunkiem Engelberta Humperdincka. 
W 1905 r. Różycki wraz z Karolem Szymanowskim, Grzegorzem Fitelbergiem i Apolinarym Szelutą zorganizował „Spółkę Nakładową Młodych Kompozytorów Polskich”, której zadaniem było wydawanie i propagowanie nowej muzyki (grupa tych twórców zyskała potem miano „Młodej Polski w muzyce”). W latach 1907–1911 Różycki przebywał we Lwowie na stanowisku dyrygenta operowego i profesora fortepianu w tamtejszym Konserwatorium Galicyjskiego Towarzystwa Muzycznego. Po krótkim pobycie w Warszawie udał się za granicę: mieszkał w Paryżu, później – do 1918 r. – w Berlinie. Po powrocie do kraju, przez 10 lat zajmował się wyłącznie kompozycją. W 1930 r. został mianowany profesorem Wyższej Szkoły Muzycznej w Warszawie. Równocześnie prowadził ożywioną działalność publicystyczną i organizacyjną (utworzył Sekcję Współczesnych Kompozytorów Polskich). 
II wojnę spędził w Warszawie, a po niej pracował jako dziekan Wydziału Teorii, Kompozycji i Dyrygentury w Państwowej Wyższej Szkole Muzycznej. W 1952 r. otrzymał Nagrodę Państwową I stopnia za całokształt działalności kompozytorskiej. Po II wojnie światowej zamieszkał (w latach 1948–1952) w Zachełmiu k. Jeleniej Góry w udostępnionej przez władze willi „Pan Twardowski” i skupił się tu na rekonstrukcji utworów zniszczonych podczas wojny. 
Zmarł w Katowicach, pochowany w Alei Zasłużonych na cmentarzu Wojskowym na Powązkach w Warszawie (kwatera A 24-tuje-17).

## Twórczość
Stylistycznie twórczość Różyckiego jest niejednolita; nie wykształcił odrębnego języka. Cechy i właściwości jego muzyki to: płynność i wyrazistość melodyki (na ogół diatonicznej), plastyczność charakterystyki muzycznej, przewaga faktury homofonicznej, efektowna i barwna instrumentacja; harmonika pozostaje w ramach systemu funkcyjnego, sięga wprawdzie niekiedy po zdobycze impresjonistów. Częstym źródłem inspiracji były dla Różyckiego tematy literackie i plastyczne.
Ludomir Różycki łączył styl neoromantyczny z motywami polskiej muzyki ludowej. Istotne w jego twórczości są poematy symfoniczne. W niektórych kompozycjach (Stańczyk, Anhelli, Bolesław Śmiały, Pan Twardowski, Mona Lisa Gioconda) posługiwał się mocnymi kontrastami i efektami kolorystycznymi. W dziełach fortepianowych (preludia, nokturny, impromptus, Legenda, Balladyna) nawiązywał do twórczości F. Chopina, J. Brahmsa oraz P. Czajkowskiego. W pierwszych operach (Bolesław Śmiały, Meduza) wyraźny jest wpływ muzyki R. Wagnera, natomiast od Erosa i Psyche wyczuwalny jest wpływ opery werystycznej oraz niemieckiego modernizmu.

## Ważniejsze kompozycje
- Stańczyk op. 1, scherzo symfoniczne na orkiestrę (1903−04)
- Preludia op. 2 na fortepian (1904)
- Dwa preludia i dwa nokturny op. 3 na fortepian (1904)
- Gra fal op. 4 na fortepian (1904)
- Dwie melodie op. 5 na skrzypce lub wiolonczelę i fortepian (1904−09)
- 4 Impromptus op. 6 na fortepian (1904)
- Osiem pieśni do słów Tadeusza Micińskiego op. 9 na głos i fortepian (1904)
- Ballada op. 18 na fortepian i orkiestrę (1904)
- Fantazja op. 11 na fortepian (1905)
- 3 Morceaux op. 15 na fortepian (1905)
- Contes d'une horloge op. 26 na fortepian (1905)
- Air, Mirage, Un Rève op. 28 na fortepian (1905)
- Bolesław Śmiały op. 8, poemat symfoniczny na orkiestrę (1906)
- Sonata na wiolonczelę i fortepian op. 10 (1906)
- Cztery pieśni z cyklu Orfan op. 12 na głos i fortepian (1906)
- Sześć pieśni op. 14 na głos i fortepian (1906)
- Sześć pieśni do słów Tadeusza Micińskiego op. 16 na głos i fortepian (1906)
- Bolesław Śmiały op. 20, opera (1906-08)
- Trzy pieśni op. 19 na głos i fortepian (1908)
- Meduza op. 27, opera fantastyczna (1908−11)
- Anhelli op. 22, poemat symfoniczny na orkiestrę (1909)
- Trzy pieśni do słów Cypriana Kamila Norwida op. 23 na głos i fortepian (1909)
- Balladyna op. 25, poemat na fortepian (1909)
- Dwa nokturny op. 30 na skrzypce i fortepian (1909)
- Rapsodia op. 33 na fortepian, skrzypce i wiolonczelę (1909−13)
- Król Kofetua op. 24, poemat symfoniczny na orkiestrę (1910)
- Mona Lisa Gioconda op. 29 [lub 31], preludium symfoniczne na orkiestrę (1911)
- Kwintet fortepianowy c-moll op. 35 (1913−16)
- Eros i Psyche op. 40, opera fantastyczna (1914−16)
- Laguna op. 36 na fortepian (1915)
- Tańce polskie op. 37 na fortepian (1915)
- 9 Esquisses op. 39 na fortepian (1915)
- 4 Intermezzi op. 42 na fortepian (1915−18)
- Kwartet smyczkowy d-moll op. 49 (1915)
- Koncert fortepianowy nr 1 g-moll op. 43 (1917−18)
- Pan Twardowski op. 45, balet (1919−20)
- Fantasiestücke op. 46 na fortepian (1919)
- Casanova op. 47, opera (1921−22)
- Italia op. 50 na fortepian (1923)
- Trzy erotyki op. 51 na głos i fortepian (1923)
- Trzy pieśni op. 48 na chór mieszany a cappella (1924)
- Cztery utwory op. 52 na fortepian (1924)
- Sześć utworów charakterystycznych op. 58 na fortepian (1924)
- Beatrix Cenci op. 53, opera tragiczna (1925−26)
- Diabelski młyn, opera satyryczna (1928−30)
- Suita taneczna w 4 częściach na orkiestrę (1931−32)
- Lili chce śpiewać, operetka (1932)
- Słowik op. 55 na fortepian (ok. 1933)
- Pani Walewska, opera historyczna (1933−40)
- Apollo i dziewczyna, balet (1937)
- Pietà (Na zgliszczach Warszawy), fragment dramatyczny na orkiestrę (1940−43)
- Koncert fortepianowy nr 2 (1941−42)
- Dzwony, poemat na głos i orkiestrę (1942−48)
- Ballada op. 60 na głos i fortepian (1942)
- Koncert skrzypcowy op. 70 [niedokończony] (1944)
- Polonez uroczysty na orkiestrę (1945−46)
- Warszawa wyzwolona, poemat symfoniczny na orkiestrę (1950)

## Ordery i odznaczenia
- Order Sztandaru Pracy I klasy (22 lipca 1949)[8]
- Krzyż Komandorski z Gwiazdą Orderu Odrodzenia Polski (17 stycznia 1951)[9]
- Krzyż Oficerski Orderu Odrodzenia Polski (7 listopada 1925)[10]
- Złoty Krzyż Zasługi (dwukrotnie: 5 maja 1931[11], 18 stycznia 1946[12])
- Złoty Wawrzyn Akademicki (7 listopada 1936)[13]
- Krzyż Komandorski Orderu Korony Rumunii (Królestwo Rumunii, 1923)[14]